# PowerUP (Amiga)

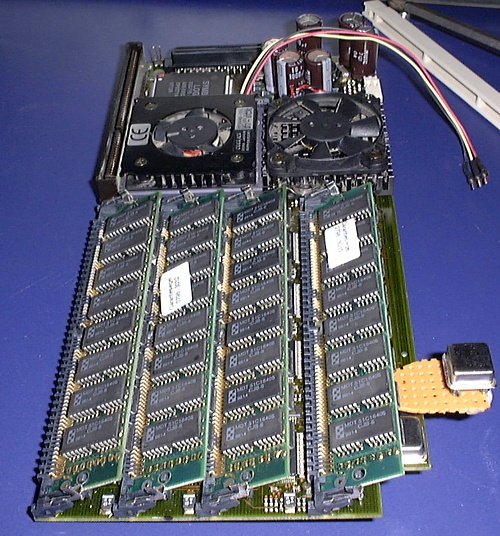
CyberStorm PPC604e gyorsítókártya

A PowerUP kártyák az amigák kétprocesszoros, 68k–PowerPC-alapú gyorsítókártyái voltak. A Phase5 által kifejlesztett nyomtatott áramköri kártyákon két különböző architektúrájú mikroprocesszor működött egymással párhuzamosan, megosztva az Amiga rendszererőforrásait, különösen pedig a teljes memória-címteret.

## Történet
1995 májusában a – Commodore csődje után az Amigához fűződő jogokat birtokló – Escom cég bejelentette, hogy PowerPC-alapú (PPC) gépet tervez, mely az AmigaOS mellett más operációs rendszereket is képes lesz majd futtatni. Ugyanezen év októberében pedig Petro Tyschtschenko azt közölte, hogy 1997 első negyedévében várható az új PowerPC 604 processzorral felszerelt Amiga és az AmigaOS-t először PowerPC platformra fogják portolni. Az Escom leányvállalata, az Amiga Technologies GmbH a Phase5 hardvergyártóval együttműködésben tervezett PowerPC-t tartartalmazó gyorsítókártyákat kiadni az ismét gyártásba állított Amiga 1200, Amiga 4000, valamint a korábbi Amiga 3000 modellekhez. 1996-ban aztán az ESCOM is csődöt jelentett, így a Phase5 gyakorlatilag PowerPC-támogatású AmigaOS nélkül maradt. A hiányt pótolandó, gyorsan kiadtak egy PowerUP mikrokernelt azzal a céllal, hogy PPC-re írt szoftverek legyenek futtathatók a 68000-es processzorokra írt AmigaOS alatt. Ezzel kapcsolatban a Commodore korábbi vezető mérnöke, Dave Haynie szkeptikusan nyilatkozott 1996-ban:
A szoftveroldali megközelítésük egyfajta hackelés, hardver terén pedig túlzottan hasonlít a régi Commodoréra. Legjobb esetben is csak izgalmat keltően érdekes, nem szabványos és túlárazott gépek lesznek, melyek nem fognak tudni lépést tartani az iparág gyors változásaival.
Nincs pontos adat arra vonatkozóan, hogy hány PowerPC gyorsítókártyát adott el a Phase5, majd később a DCE, de nem-hivatalos adatok szerint mintegy  10 000 darabra tehető nagyságrendileg.

## PowerUP szoftver
A PowerUP PowerPC-alapú gyorsítókártyák multitasking kernelét Ralph Schmidt fejlesztette ki a Phase5-nél. A kernel az AmigaOS mellett fut és párhuzamosan kezeli a PPC és a 68k processzorokat.
Mivel a kernel az ELF formátumot, illetve a GCC fordítóprogramot használja, illetve hozta be, ezért az Amiga-közösségben élén vita alakult ki arról, hogy a Phase5 nem adott-e ezzel túl "unixos" jelleget az Amigának. Egyesek attól tartottak, hogy a kernel által behozott megosztott programkönyvtárak, valamint a dinamikus linkelés fel fogják váltani az AmigaOS eredeti library-modelljét.
Számos programot kiadtak PowerUP kártyákra, köztük a TurboPrint-et, a Voyager webböngészőt, datatype-okat, MP3, illetve MPEG lejátszókat és népszerű játékokat, mint pl. a Doom, vagy a Quake, stb.

## PowerUP hardverek

### Blizzard 2604e
A Phase5 1997. május 12-én bejelentett egy PowerUP bővítőkártyát az Amiga 2000 modellekhez. A kártya azonban sosem jutott tovább a prototípus fázisnál, így sosem lett belőle nyilvánosan kiadott termék.
- PowerPC 604e 150, 180 vagy 200 MHz-es órajelen
- Motorola 68040 25 MHz vagy 68060 50 MHz
- 4db 72 tűs SIMM foglalat 128 MB 64-bites RAM fogadására
- Ultra Wide SCSI vezérlő
- Bővítő foglalat CyberVision PPC videókártya számára[13]

### Blizzard PPC
Más néven Blizzard 603e, mely gyorsító kártyát Amiga 1200-höz tervezték és amelyet a gép alsó bővítőnyílásába kellett behelyezni. Egy olcsó, alsó kategóriás PowerPC 603e processzort tartalmaz, melyet beágyazott rendszerekbe terveztek elsősorban.
- PowerPC 603e 160, 200 vagy 240 MHz órajelen
- Motorola 68040 vagy 68LC040 25 MHz vagy 68060 50 MHz
- 2db 72 tűs SIMM foglalat 256 MB 32-bites RAM fogadására
- SCSI II vezérlő (csak Blizzard 603e+ modellek)
- Bővítő foglalat BlizzardVision PPC videókártya számára[16]

### CyberStorm PPC
Ezt a gyorsítókártyát az Amiga 3000, illetve az Amiga 4000 modellekhez tervezték PowerPC 604e processzorral és 64-bites SIMM RAM-foglalatokkal. A gyártó szerint a memóriaműveletek a 68060-as CPU-n 68 MB/s-ig, míg a 604e-n 160 MB/s-ig is felmehetnek.
- PowerPC 604e 150, 180, 200 vagy 233 MHz-es órajelen
- Motorola 68040 25 MHz vagy 68060 50 MHz
- 4db 72 tűs SIMM foglalat 128 MB 64-bites RAM fogadására
- Ultra Wide SCSI vezérlő
- Bővítő foglalat CyberVision PPC videókártya számára[18]

### CyberVision PPC és BlizzardVision PPC
A CyberVision PPC és a BlizzardVision PPC (BVision PPC) kártyák grafikus vezérlő kiegészítők voltak a CyberStorm PPC, illetve a Blizzard PPC gyorsítókártyákhoz. A BlizzardVision PPC egy a gyáritól eltérő, asztali PC házba épített Amiga 1200-ben volt használható. 230 MHz-es RAMDAC-ot tartalmazott, mely által képes volt 80 Hz függőleges képfrissítéssel akár 1152×900 pixeles, 24-bites színmélységű vagy 1600×1200 pixeles 16-bites felbontásokat is megjeleníteni.
- Permedia 2 GPU
- 8 MB 64-bites SGRAM
- 3D-szemüveg csatlakozó
- CyberGraphX V3 meghajtóprogram
- CyberGL 3D library[21][22]

| Felbontás   | Színmélység | Színmélység | Színmélység |
| Felbontás   | 8-bites     | 16-bites    | 32-bites    |
| ----------- | ----------- | ----------- | ----------- |
| 640 × 480   | 60 – 140 Hz | 60 – 140 Hz | 60 – 120 Hz |
| 800 × 600   | 60 – 120 Hz | 60 – 120 Hz | 60 – 120 Hz |
| 1024 × 768  | 75 – 120 Hz | 75 – 120 Hz | 75 – 120 Hz |
| 1152 × 900  | 75 – 120 Hz | 75 – 100 Hz | 75 – 100 Hz |
| 1280 × 1024 | 60 – 100 Hz | 60 – 90 Hz  | N/A         |
| 1600 × 1200 | 60 – 80 Hz  | 60 – 75 Hz  | N/A         |

## Fordítás
- Ez a szócikk részben vagy egészben  a   PowerUP (accelerator) című angol Wikipédia-szócikk fordításán alapul.  Az eredeti cikk szerkesztőit annak laptörténete sorolja fel. Ez a jelzés csupán a megfogalmazás eredetét és a szerzői jogokat jelzi, nem szolgál a cikkben szereplő információk forrásmegjelöléseként.